# Petrichus marmoratus
Espèce
Petrichus marmoratus est une espèce d'araignées aranéomorphes de la famille des Philodromidae.

## Distribution
Cette espèce est endémique d'Argentine.

## Description
La femelle subadulte holotype mesure 5 mm.

## Publication originale
- Simon, 1886 : Arachnides recueillis en 1882-1883 dans la Patagonie méridionale, de Santa Cruz à Punta Arena, par M. E. Lebrun, attaché comme naturaliste à la Mission du passage de Vénus. Bulletin de la Société zoologique de France, vol. 11, p. 558-577 (texte intégral).